# 肯·沃尔什
肯·沃尔什（英語：Ken Walsh，1945年2月11日—），美国男子游泳运动员，主攻短距离自由泳。他曾代表美国参加1968年夏季奥林匹克运动会游泳比赛，获得二枚金牌和一枚银牌。